# Carl Heinrich Pfänder
Carl Heinrich Pfänder (* 15. Februar 1819 in Heilbronn; † 11. März 1876 in London) war ein deutscher Porträtmaler und Revolutionär, der zum Umfeld von Karl Marx und Friedrich Engels in London zählte.

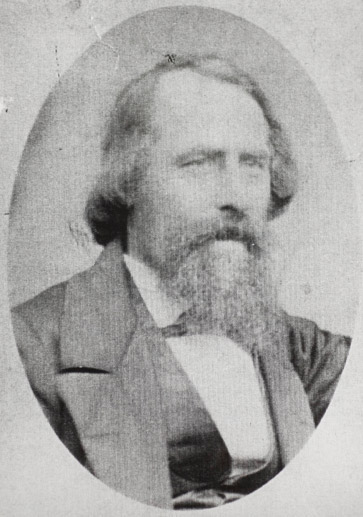
Carl Heinrich Pfänder. Um 1870

## Leben
Pfänder war das dritte Kind des Heilbronner Küblermeisters Jakob Andreas Pfänder (1785–1852) und der Johanna Friederike geb. Künzel (1785–1864). Über seine Schul- und Lehrzeit ist nur wenig bekannt. Vermutlich hat er die Volksschule besucht und eine Handwerkerlehre absolviert, bevor er ab 1840 an der Münchner Akademie Malerei studierte. Eindeutig ihm zuzuordnende Gemälde sind jedoch keine erhalten, und 1842 hatte er die Akademie bereits wieder verlassen. 1844 war Pfänder eventuell erstmals zeitweilig in London. Am 10. April 1845 heiratete er in der Heilbronner Kilianskirche Caroline Louise Ruckwied (1820–1889) aus Großbottwar, mit der er sich nach der Eheschließung wieder nach London begab. Dort war er neben seinem politischen Engagement beruflich als Miniatur- und Dekorationsmaler tätig. Die Familie lebte zunächst in Soho in der Nachbarschaft von Karl Marx und zog später nach Camden Town. Der Ehe mit Caroline entstammten sechs Kinder: Charles (1846–1902), Caroline (1847–1873), Henry (1849–1850), Emma (1851–1931), Henry William (1852–?) und Henriette (1855–1881). Carl Pfänder verstarb 1876 an Tuberkulose. Am 18. März 1876 wurde Pfänder auf dem Westteil des Highgate Cemetery begraben, das Grab ist mittlerweile (Stand 2003) aber nicht mehr aufzufinden. Die Familie änderte ihren Namen später in Pfander. Zu Carl Pfänders Nachfahren zählt Victoria Beckham, eine Ururenkelin von Carls Sohn Charles.

## Politisches Engagement
In London nahm Pfänder 1845 an Sitzungen des Deutschen Arbeiterbildungsvereins teil und gehörte alsbald auch dem Bund der Gerechten an, zu dessen Führungskomitee er 1847 zählte, als Karl Marx und Friedrich Engels dem Bund beitraten und die Umformung zum Bund der Kommunisten vorantrieben. Ab April 1848 stand Pfänder gemeinsam mit Heinrich Bauer und Johann Georg Eccarius dem Londoner Bund der Kommunisten vor, im August desselben Jahres wurde er mit Bauer außerdem auch Trustee des Arbeiterbildungsvereins.
Als sich nach Ausbruch der Revolution von 1848/49 die Londoner Kommunisten nach Deutschland begaben, um die Revolution zu unterstützen, blieb Pfänder zunächst krankheitsbedingt in London zurück. Erst im Sommer 1848 kam er nach Heilbronn, wo er sich der dortigen Bürgerwehr anschloss. Beim Scheitern der Revolution im Sommer 1849 nahm er auf badischer Seite am Gefecht bei Waghäusel teil, entfernte sich dann jedoch von den Truppen. Bei den revolutionären Vorgängen in Deutschland hat er keine führende Rolle gespielt. Nachdem er am 24. Juni 1849 festgenommen worden war, kam er ohne Anklage bereits nach einem Tag wieder frei. Im Herbst 1849 war er wieder zurück in London.
In London arbeitete Pfänder künftig eng mit Marx und Engels zusammen. Gemeinsam mit Marx und anderen unterzeichnete er am 25. September 1849 den in verschiedenen Zeitungen veröffentlichten Aufruf zur Unterstützung der deutschen Flüchtlinge. Zu diesem Zweck gründeten Marx, Engels, Pfänder und andere auch das Social-Demokratische Unterstützungskomitee. Im September 1850 trat Pfänder gemeinsam mit Marx und Engels aus dem Arbeiterbildungsverein aus, der sich mit dem Bund der Kommunisten überworfen hatte. Im Bund der Kommunisten hatte Pfänder zeitweilig die Aufgabe eines Phrenologen, der die Schädelformen von neuen Mitgliedern untersuchte. Einer der auf diese Weise untersuchten Flüchtlinge war Wilhelm Liebknecht, dessen Trauzeuge Pfänder 1854 wurde.
Als im Jahr 1864 ausgehend vom Deutschen Arbeiterbildungsverein die Internationale Arbeiter-Assoziation als Erste Internationale gegründet wurde, zählte Pfänder neben Marx, Friedrich Leßner, Georg Lochner und Karl Kaub zu deren Generalrat. Pfänder gehörte dem IAA-Generalrat von 1864 bis 1867 und von 1870 bis 1872 an und hat zahlreiche IAA-Veröffentlichungen mit unterzeichnet. Sein politisches Engagement endet 1872 vermutlich krankheitsbedingt.